# 阿德萬斯 (密蘇里州)
阿德萬斯（英語：Advance）是位於美國密蘇里州斯托達德縣的城市。

## 人口
根據2020年美國人口普查的數據，阿德萬斯的面積為2.90平方千米，皆為陸地。當地共有人口1349人，而人口密度為每平方千米465人。